# Магайя, Лина
Лина Жулия Франсишку Магайя (порт. Lina Júlia Francisco Magaia; 21 февраля 1945, Мапуту — 27 июня 2011, Мапуту) — мозамбикская писательница, журналистка, участница борьбы за независимость Мозамбика. Она была многогранной женщиной, отличившейся в таких областях, как литература и публицистика, кино, развитие сельских районов и война за освобождение страны от колониального господства.

## Биография
Лина Магайя родилась в городе Лоренсу-Маркиш в 1940 году. Ещё учась в школе, она присоединилась к ФРЕЛИМО (Фронту освобождения Мозамбика) и была заключена в тюрьму на три месяца за свою политическую деятельность. Она была одной из первых мозамбикских женщин, получившей стипендию для обучения за границей и закончила Лиссабонский университет со степенью бакалавра. Впоследствии она отправилась в Танзанию для прохождения военной подготовки и в 1975 году вступила в ряды национально-освободительной армии ФРЕЛИМО.
В 1980 году она участвовала в проекте «Зелёные зоны» Организации мозамбикских женщин, который был направлен на снабжение продовольствием городских районов, а два года спустя — направлена в Манхису в провинции Мапуту, где стала заместителем директора местного совхоза, производящего сахарный тростник. В 1986 году она возглавила директорат по развитию сельского хозяйства в округе Манхиса, но её работа происходила в условиях противостояния с военизированной оппозицией РЕНАМО во время гражданских конфликтов после получения независимости.
Она умерла 27 июня 2011 года, став жертвой сердечно-сосудистых заболеваний. Премьер-министр Мозамбика Айреш Бонифасиу Баптишта Али охарактеризовал её как «великого борца и активного гражданина, на разных этапах своей жизни посвящавшего себя мозамбикскому народу».

## Творчество
Её книги «Думба Ненге» (1987) и «Duplo massacre en Moçambique» («Двойная резня в Мозамбике», 1989) основаны на свидетельствах очевидцев, переживших зверства гражданской войны в Мозамбике, и концентрировались на обличении преступлений протнивников писательницы из РЕНАМО и их роли как инструмента южноафриканского режима апартеида. Третья книга «Delehta» (1994), является частично документальным свидетельством, частично художественным вымыслом. Последней работой Магайя были «Recordacoes da Vovo Marta» («Воспоминания о бабушке Марте»), опубликованные в 2011 году и основанные на длительных интервью с одной из старейших женщин Мозамбика, 99-летней Мартой Мбокотой Гебузой, матерью бывшего президента Мозамбика Арманду Гебузы .